# Red Bull Brasil
Red Bull Brasil je brazilský fotbalový klub z Campinas. Klub byl založen v roce 2007 a svoje domácí utkání hraje na Estádio Moisés Lucarelli s kapacitou 19 722 diváků.